# Donald Murray (Erfinder)

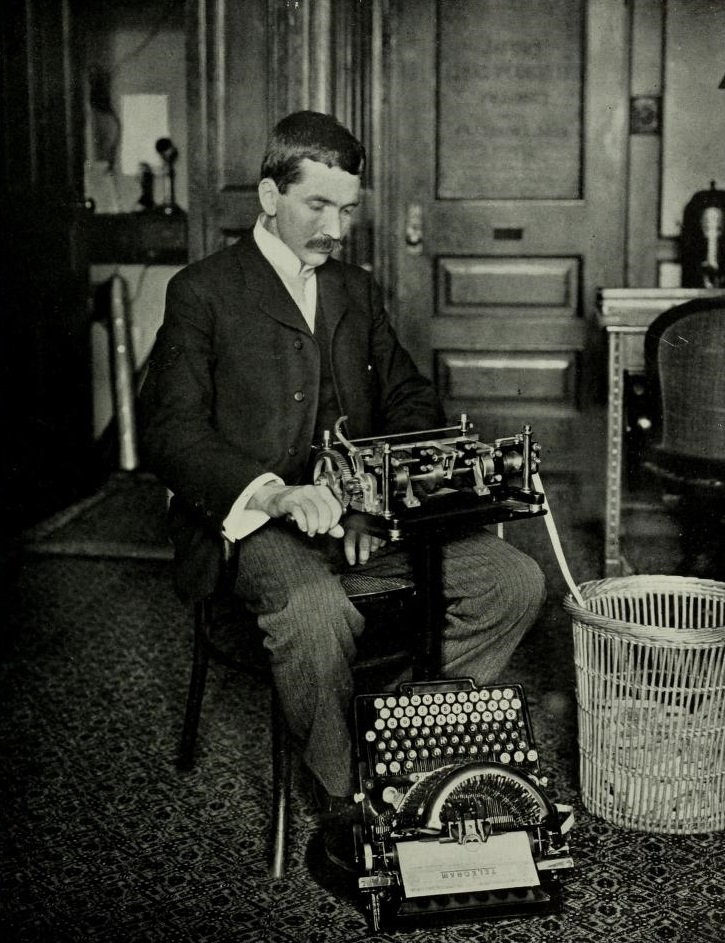
Donald Murray mit seiner Erfindung, Foto um 1900

Donald Murray (* 20. September 1865 in Invercargill, Neuseeland; † 14. Juli 1945 in Territet bei Montreux, Schweiz) war ein Journalist, Schriftsteller und Erfinder.
Er hatte maßgeblichen Anteil an der Weiterentwicklung des Typendrucktelegrafen zum Fernschreiber und auf ihn geht die Erweiterung des Baudot-Code zum Baudot-Murray-Code zurück, der im Jahr 1932 vom CCITT als „Internationales Telegrafenalphabet Nr. 2“ (kurz CCITT-2 oder ITA2) standardisiert und erst 1962 durch den ASCII abgelöst wurde.
In seinen letzten Lebensjahren schrieb er ein philosophisches Buch in zwei Bänden, mit dem Titel The Philosophy of Power.

## Leben
Donald Murray war der Sohn von John Murray, einem Filialleiter der Bank of Otago, der 1863, erst zwei Jahre vor der Geburt seines Sohnes aus dem schottischen Glasgow emigriert war. Im Jahr 1866 wechselte John Murray zur Bank of New Zealand nach Auckland, wo Donald von 1875 bis 1881 die Auckland Grammar School besuchte und erste akademische Auszeichnungen erhielt. Im Alter von 21 Jahren segelte er um das Kap Horn nach Europa blieb für einen Winter in Dresden. Bei seiner Rückkehr nach Auckland studierte er an der dortigen University of New Zealand und erreichte seinen Abschluss als Bachelor of Arts im Dezember 1890. Noch während seines Studiums hatte er begonnen, für den The New Zealand Herald zu arbeiten. 1891 zog er nach Australien, arbeitete für den The Sydney Morning Herald und studierte an der Sydney University, bis er im April 1892 seinen Abschluss als „Master of Arts in the School of Logic, Mental and Moral Philosophy, and Political Philosophy“ erreichte.
Während seiner Zeit beim Sydney Morning Herald entwickelte er die Idee für einen Fernschreiber. Während seiner Zeit bei der Zeitung wurden Telegramme von Telegrafen im Morsecode übermittelt, als Klartext auf ein Telegramm-Formular notiert und durch Läufer oder per Fahrrad ausgeliefert. Seine Idee drehte sich um eine Maschine, die zwar im Morsecode senden sollte, aber mit der Tastatur einer Schreibmaschine auch ohne Kenntnis der Morsezeichen zu bedienen wäre. Seine ersten Experimente, um den Nutzen seiner Idee zu demonstrieren, bestanden darin, handelsübliche Schreibmaschinen mit einem Telegrafen zu verbinden. Sein erstes US-Patent dazu, beantragte er bereits 1892, noch während seiner Zeit in Australien. Bei seiner Erfindung entschied er sich früh für die Verwendung einer QWERTY-Tastaturbelegung und entwickelte eine passende Modifikation des 1870 von Émile Baudot entwickelten Codes.

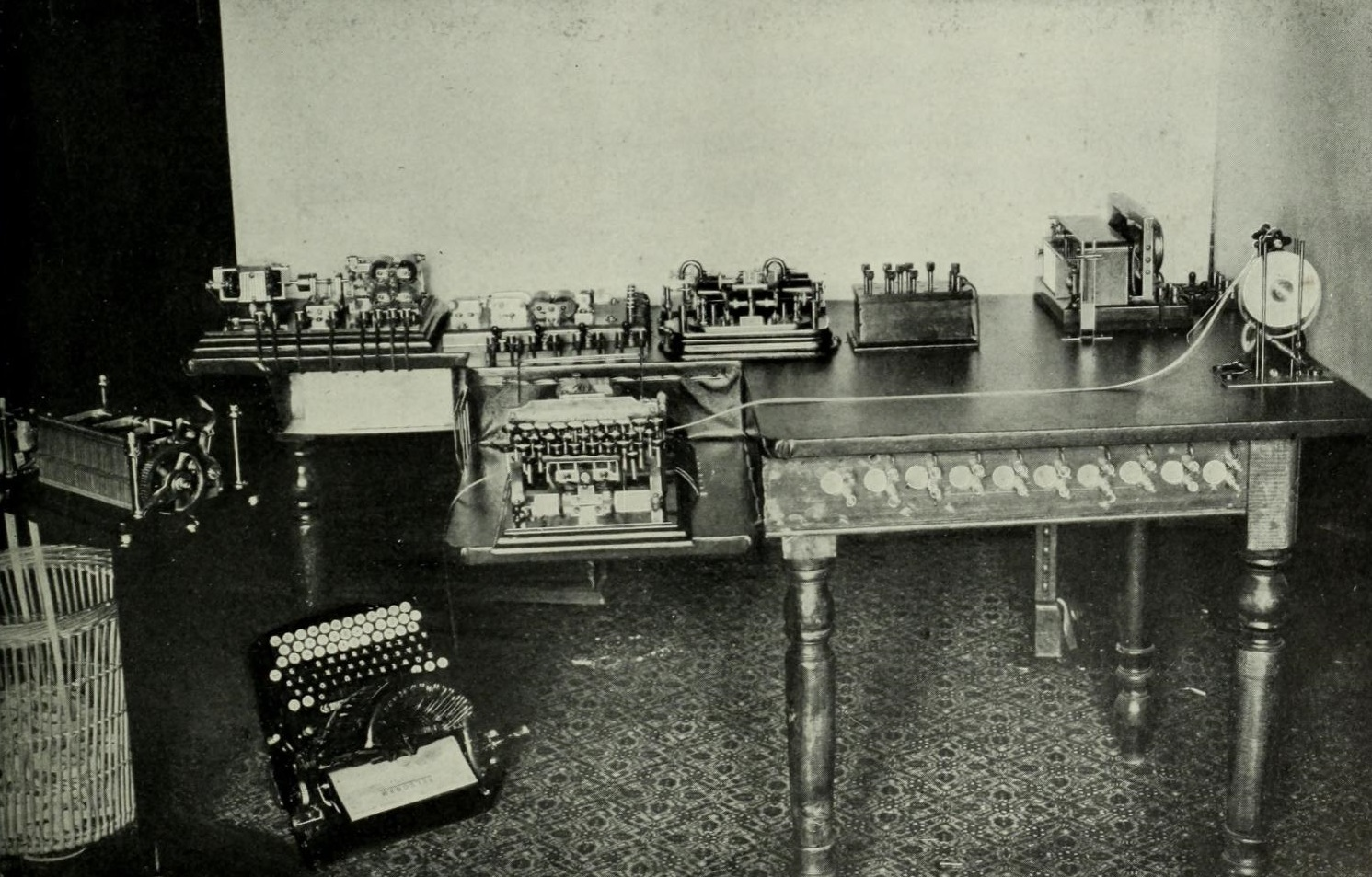
Murrays „Page-Printing Telegraph“, Foto um 1900

Im Herbst 1899 ging er dann nach New York und suchte finanzielle Unterstützung für die Umsetzung seiner Idee. Zu seinem Entsetzen hatte bei der Überfahrt von Australien seine Demonstrationsmaschine einen Schaden erlitten und erreichte das Büro des Scientific American, eine zu dieser Zeit sehr populäre wissenschaftliche Zeitschrift, nur in einzelnen Teilen. Es gelang ihm jedoch, die Teile wieder soweit Instand zu setzen, dass er Zweck und Funktion des Geräts erfolgreich erklären konnte. Seine fehlenden Kenntnisse als Ingenieur brachten ihm eine sehr spöttische Berichterstattung ein. Die Redaktion des Scientific American bezeichnete seine Maschine als Kreuzung zwischen Nähmaschine und Leierkasten und in Hinblick auf einen zur Bedienung erforderlichen drehbaren Hebel wurde sie im Sensationsjournalismus bald auch als „Murrays Kaffeemühle“ und „Australische Wurstmaschine“ bekannt.
Dennoch erfüllte die Demonstration ihren Zweck, für die weitere Entwicklung einen Geldgeber zu finden. Die Postal Telegraph-Cable Company finanzierte ihn und erhielt dafür die Rechte an drei Patenten für seinen Blattschreiber-Telegrafen. Zwei weitere Patente zur Verbesserung des Mechanismus behielt er für sich. Der Artikel, der über das fertiggestellte System im Jahr 1906 erschien, berichtete, abgesehen vom Erscheinungsbild der Maschine, vor allem positive Eigenschaften. Man gestand ihm offen zu, dass sein System für die Langstrecken-Telegrafie oder für Pressenachrichten bislang konkurrenzlos sei. Die Post klagte jedoch über Fehleranfälligkeit und die Beschränkung durch den Bediener. In der Praxis sei, bei Anwendung der für Texte erforderlichen Sorgfalt, von den theoretischen mehr als 100 Worte pro Minute kaum mehr als 40 Worte zu erzielen. In den Patentbüros würden sich ähnliche Geräte schon stapeln, die meisten seien aber nur als Kuriositäten von Interesse, man habe davon genug.
Enttäuscht verließ Murray die Vereinigten Staaten und arbeitete bis 1909 für das britische General Post Office, bis er schließlich zusammen mit Sidney George Brown in 55 Goswell Road, London eine Telegrafenfabrik eröffnete. Er verkaufte Geräte in mehrere Länder, so dass sich Western Union näher für sein System interessierte. Murray verkaufte die Nutzungsrechte an seiner Erfindung für die Vereinigten Staaten am 12. April 1912 an Western Union, die dann nach und nach ihre älteren Morse-Telegrafen gegen Murrays „Teletypewriter“ austauschten. Die nächsten zwölf Jahre arbeitete er mit Western Union zusammen. Es bestand für Ausrüstung und Ersatzteile eine recht enge Verbindung der Western Union zur Western Electric Company, einer Tochter des Konzerns AT&T und deren Spezialist für den Gerätebau. Western Electric war zu den Bedingungen der Western Union als Lieferant beauftragt und zeigte Interesse, stattdessen die Patente selbst zu übernehmen. Als sie sich mit Murray aber nicht über die Bedingungen einigen konnte, scheint sie damit gedroht zu haben, die Patente auch leicht umgehen zu können. Jedenfalls reagierte Murray 1914 mit einem Artikel im Telegraph and Telephone Journal, mit dem er sich über die in seinen Augen skrupellose Taktik des amerikanischen Großunternehmens beklagte, das ihn um die Früchte seiner Arbeit bringen wolle.
1925 löste Murray seine Verbindung mit der Western Union und überließ die Rechte an Creed & Company, die 1928 mit der International Telephone & Telegraph fusionierte.
Im Jahr 1940 wurde bei Donald Murray ein Hirntumor festgestellt und er unterzog sich mehrerer Operationen in Monte Carlo. Danach zog er mit seiner Frau Patricia (geb. Cosgrove) in die Schweiz. Kinder hatte das Paar keine. Donald Murray starb im Alter von 79 in Territet, einem Vorort von Montreux in der Schweiz.

## Erfindungen

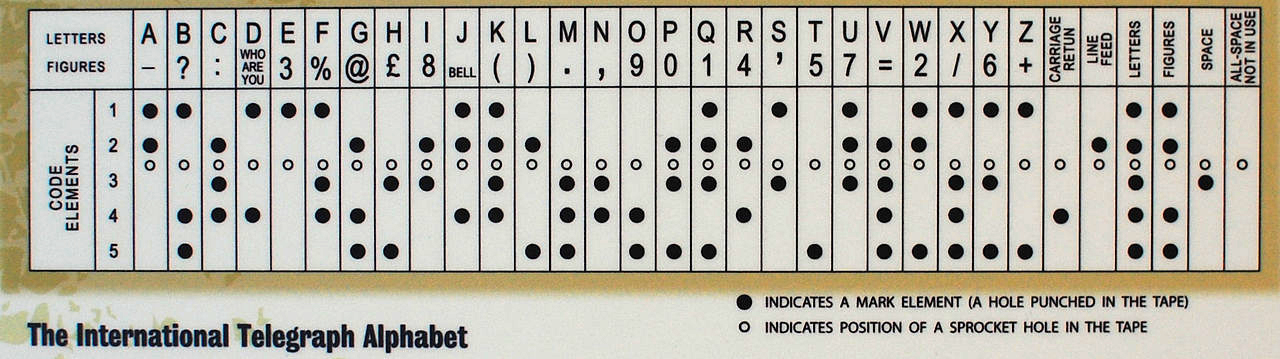
Der Baudot-Murray-Code

Er erwarb zahlreiche Patente für seine Erfindungen und Verbesserungen der frühen Fernschreiber. Der große Durchbruch dieses neuen Gerätetyps gelang jedoch erst Nachfolgern, die seine Technik aufgegriffen und weiterentwickelt haben. Darunter insbesondere Edward E. Kleinschmidt und Howard Krum von Morkrum-Kleinschmidt Company, der späteren Teletype Corporation.
Der von ihm entwickelte Code wurde Grundlage einer ganzen Generation von Geräten im späteren Telegrafen- und Telex-Betrieb. Dennoch blieb er auch weiterhin mit dem Namen des französischen Erfinders Émile Baudot verbunden und wurde eher selten als Murray-Code bezeichnet.

## Werke

### Zeitschriftenbeiträge
- Setting type by telegraph. In: Journal of the Institution of Electrical Engineers, Volume: 34, Issue: 172, 1905. S. 555–597.
- Practical aspects of printing telegraphy. In: Journal of the Institution of Electrical Engineers, Volume: 47, Issue 209, 1911. S. 450–516
- Press the Button Telegraphy. Artikelserie in: Telegraph and Telephone Journal 1914/1915
- Speeding up the Telegraphs; a Forecast of the New Telegraphy. In: Journal of the Institution of Electrical Engineers. Volume:63, Issue: 339, 1925. S. 245–272

### Bücher
- Murray Printing Telegraph, Unwin Bros., The Gresham Press, Sydney 1905
- The Philosophy of Power, Volume 1: First Principles, Williams and Norgate Limited, London 1939[1]
- The Philosophy of Power, Volume 2: The Theory of Control, Williams and Norgate, London 1940[1]